# Coryphopteris subnigra
Coryphopteris subnigra är en kärrbräkenväxtart som först beskrevs av Guido Georg Wilhelm Brause, och fick sitt nu gällande namn av Holtt. Coryphopteris subnigra ingår i släktet Coryphopteris och familjen Thelypteridaceae. Inga underarter finns listade.